# Maison Rocaille
La maison Rocaille est un monument historique dans la commune de Guéret dans la Creuse en région Nouvelle-Aquitaine.

## Description
La maison édifiée au début du XXe siècle dans l’enceinte de l’Entrepôt Général de Matériaux de madame veuve E. Bourdier, servait de vitrine pour promouvoir l’art de la rocaille et le savoir-faire des artisans creusois. Après la Première Guerre mondiale, elle change plusieurs fois de propriétaire et d’usage avant d’être laissée inoccupée.

## Historique
Cette maison-réclame, autrefois fermée par des menuiseries, présente encore des éléments en ciment caractéristiques de la rocaille. Toutefois, la construction d’un nouveau bâtiment et d’un mur de clôture a en grande partie remplacé la clôture initiale sur l’avenue Gambetta, dont seuls subsistent quelques vestiges.
La maison est inscrite au titre des monuments historiques par arrêté du 26 juillet 2021.